# Taharana horrida
Taharana horrida är en insektsart som beskrevs av Nielson 1982. Taharana horrida ingår i släktet Taharana och familjen dvärgstritar. Inga underarter finns listade i Catalogue of Life.